# Kritsanapoom Pibulsonggram
Kritsanapoom Pibulsonggram (thaï :กฤษณภูมิ พิบูลสงคราม), surnommé Jay Jay ou Jaylerr (ชื่อเล่น เจเจ ou เจเลอร์), né le 15 août 1996 dans la province de Chiang Mai (15 สิงหาคม พ.ศ. 2539), fait partie du groupe de boys band Nine by Nine (9X9) et est un acteur thaïlandais.

## Filmographie

### Films
- 2013 : Grean Fictions (เกรียน ฟิคชั่น)[2]
- 2016 : Suddenly Twenty[3]

### Séries télévisées
- 2016 : Diary of Tootsies
- 2016 : I Love You, I Hate You
- 2018 : In Family We Trust (réalisé par Songyos Sugmakanan)[4]
- 2019 : Great Men Academy